# Pygeum rubiginosum
Pygeum rubiginosum är en rosväxtart som beskrevs av Adolph Daniel Edward Elmer. Pygeum rubiginosum ingår i släktet Pygeum och familjen rosväxter. Inga underarter finns listade i Catalogue of Life.